# Friedrich von Schele
Friedrich Rabod baron von Schele (né le 15 septembre 1847 à Berlin et mort le 20 juillet 1904 dans la même ville) est un lieutenant général prussien et gouverneur de l'Afrique orientale allemande.

## Biographie
Il est le fils du Hofjägermeister prussien et président de la chambre du tribunal Werner von Schele (de) (1814-1869) et de son épouse Marie, née Eichhorn (1822-1861).
Après sa formation dans le corps des cadets prussiens, Schele s'engage le 18 avril 1865 comme sous-lieutenant dans le 6e régiment de dragons. Pendant la guerre austro-prussienne, il est commandé comme officier d'ordonnance dans l'état-major de la brigade de cavalerie combinée de l'armée du Main sous le commandement du général de division Eduard Moritz von Flies. Il est ensuite transféré le 2 novembre 1867 au 3e régiment d'uhlans de la Garde à Potsdam. Le 3 juillet 1870, Schele est nommé adjudant adjoint du 2e brigade de cavalerie de la Garde, avec laquelle il participe à la guerre franco-prussienne et sert comme officier d'ordonnance personnel du prince Albert de Prusse du 30 août 1870 au 15 mai 1871. En 1875, il est promu au grade de Rittmeister, et en 1877, il est transféré au 16e régiment de dragons en tant que chef d'escadron. En 1884, il devient major, en 1887, il est muté dans le 3e régiment d'uhlans (pl) et est chef du département de cavalerie au ministère de la Guerre à partir de 1891.
En 1892, Schele reçoit l'ordre de représenter le gouverneur en Afrique orientale allemande. Après avoir été promu colonel (1893), il est lui-même nommé gouverneur en septembre de la même année, puis exerce ses fonctions jusqu'en avril 1895, tout en se voyant confier le commandement de la troupe de protection. Durant cette période, il mène plusieurs actions militaires dans le massif du Kilimandjaro contre les Maasaï et contre les Hehe, qu'il soumet par la force en octobre 1894 en prenant la "forteresse" de Kalenga près d'Iringa. Pour sa victoire sur les Hehe, considérés au début des années 1890 comme le principal adversaire de la domination coloniale allemande en Afrique de l'Est, Schele est décoré de l'ordre Pour le Mérite le 20 novembre 1894.
En 1895, il retourne dans l'armée, devient adjudant de Guillaume II le 14 avril et obtient peu après le grade de commandant de brigade le 13 mai 1895. Tout en conservant son poste d'adjudant, il est nommé commandant de la 2e brigade de cavalerie de la Garde le 1er juin 1896. Un mois plus tard, Schele est relevé de son poste d'adjudant d'aile et promu major général le 22 mars 1897. En tant que tel, il est chargé le 10 juin 1899 des affaires de l'inspecteur de la 3e inspection de cavalerie à Münster et est décoré de l'étoile de l'ordre de la Couronne de 2e classe avec épées. Le 22 mai 1900, il est nommé inspecteur avec une promotion simultanée au grade de lieutenant général. Au bout d'un an, Schele prend en charge la 16e division d'infanterie à Trèves. Il est rappelé de ce commandement le 16 février 1903 et nommé gouverneur de Mayence. Pour des raisons de santé, son poste est mis à disposition le 1er mai 1904. Parallèlement, Guillaume II lui décerne l'ordre de l'Aigle rouge de 1re classe avec feuilles de chêne, épées et couronne royale pour ses mérites et le nomme gouverneur la maison des Invalides de Berlin. Peu après, Schele décède des suites d'une grave maladie le 20 juillet 1904 et est enterré au cimetière des Invalides.
Schele se marie le 1er novembre 1879 avec Emma, née baronne von Hammerstein-Equord (1855-1918). Plusieurs enfants sont nés de ce mariage.